# Konkuy-Boho
Ne doit pas être confondu avec Konkuy-Koro.
Konkuy-Boho est une commune située dans le département de Doumbala de la province de Kossi au Burkina Faso.